# Kurland (Sudafrica)
Kurland è un centro abitato sudafricano situato nella municipalità distrettuale di Eden nella provincia del Capo Occidentale.

## Geografia fisica
Il piccolo centro abitato sorge ai piedi dei monti Tsitsikamma a circa 20 chilometri a nord-est della città Plettenbergbaai.